# يزيد جوشان
يزيد يحيى جوشان لاعب كرة قدم سعودي، يلعب كمهاجم, ويلعب حالياً مع النادي الفيصلي.

## مسيرة اللاعب
بدأ في فئة البراعم في نادي الهلال و انتقل إلى ناشئي النادي الفيصلي في عام 2019 و أعير إلى رديف نادي زيمون الكرواتي في عام 2021 لمدة موسم.

## روابط خارجية
- يزيد جوشان على موقع عالم كرة القدم.نت (الإنجليزية)
- يزيد جوشان على موقع كووورة